# Oscar Castro-Neves
Oscar Castro-Neves (* 15. Mai 1940 in Rio de Janeiro; † 27. September 2013 in Los Angeles) war ein brasilianischer Gitarrist, Arrangeur und Komponist, der wesentlich zur Etablierung des Bossa Nova beigetragen hat.

## Leben
Castro-Neves spielte zunächst Cavaquinho, bevor er sich dem Piano und der klassischen Gitarre zuwendete. Als Zwölfjähriger lernte er von seinem Onkel Jazz-Harmonien. Zunächst trat er mit seinen Brüdern Mário (Piano), Iko (Bass) und Léo (Schlagzeug) auf. Mit sechzehn Jahren spielte er seinen ersten Song Chora Tua Tristeza ein, der sich zum nationalen Hit entwickelte und auch international gecovert wurde. In den nächsten Jahren war er an Aufnahmen mit Vinícius de Moraes, Dorival Caymmi und dem Quarteto em Cy beteiligt. 1962 spielte er auf dem Bossa-Nova-Konzert in der New Yorker Carnegie Hall, das dazu beitrug, dieses Genre in den Vereinigten Staaten populär zu machen; dann ging er mit Stan Getz auf Tournee. 1971 zog er in die Vereinigten Staaten, wo er mit Sérgio Mendes zusammenarbeitete. Während eines Großteils der 1970er und 1980er Jahre war er als Mitglied des Paul Winter Consort aktiv. Weiterhin arbeitete er mit Antônio Carlos Jobim, Elis Regina, Flora Purim, Joe Henderson (Double Rainbow: The Music of Antonio Carlos Jobim, 1994), Yo-Yo Ma, Michael Jackson, Herbie Hancock, Barbra Streisand, Stevie Wonder, João Gilberto, Eliane Elias, Lee Ritenour, Airto Moreira, David Darling, Toots Thielemans, Quincy Jones, Ella Fitzgerald und Diane Schuur.
Er lebte und arbeitete in Los Angeles, wo er vor allem Filmmusik orchestrierte (etwa Schuld daran ist Rio oder Sister Act 2 – In göttlicher Mission). Auch produzierte er Alben, etwa für Carol Welsman. Er unterrichtete am Guitar Institute of Technology (GIT) und bei den Dick Grove Music Workshops.
Für seine Verdienste um die brasilianische Musik wurde er zum Offizier des brasilianischen Verdienstordens Rio-Branco-Orden (Ordem de Rio Branco) ernannt.

## Diskographische Hinweise
- Brazilian Scandals (1987)
- Oscar! (1987)
- Maracujá (1989)
- More than Yesterday (mit Teo Lima) (1991)
- Tropical Heart (1993)
- The John Klemmer and Oscar Castro-Neves Duo (1997)
- Brazilian Days (mit Paul Winter) (1998)
- Playful Heart (2003)
- All One (2006)
- Live at Blue Note Tokyo (2012), mit Airto Moreira